# Villers-Saint-Paul
Villers-Saint-Paul es una comuna francesa situada en el departamento de Oise, en la región de Alta Francia.

## Demografía
| 3541 | 3935 | 5072 | 5545 | 5384 | 5944 | 6442 |
| Para los censos de 1962 a 1999 la población legal corresponde a la población sin duplicidades (Fuente: INSEE [Consultar]) |      |      |      |      |      |      |